# Автоматична система керування
Автомати́чна систе́ма керува́ння — це сукупність керованого об'єкта й автоматичних вимірювальних та керуючих пристроїв.
На відміну від автоматизованої системи керування ця система самодіюча і реалізує встановлені функції процесу автоматично, без участі людини (крім етапів пуску та налагодження системи). На практиці часто послуговуються терміном-аналогом система автоматичного керування (САК).
Автоматичним регулюванням називають підтримку на заданому рівні певної фізичної (хімічної) величини, що характеризує процес, або зміну її згідно із заданим законом.
Автоматичне керування — ширше поняття, в цьому випадку здійснюється сукупність впливів на процес, вибраних з певної множини можливих.

## Класифікація
Автоматичні систем керування можна класифікувати за різними ознаками:
- інформативним принципом;
- кількістю керованих параметрів і контурів;
- виглядом статичних і динамічних характеристик;
- структурними особливостями тощо.

Одним з поширених принципів класифікації автоматичних систем керування на сьогодні при бурхливому розвитку інформаційних технологій є інформативний, в основі якого лежать особливості здобуття і використання інформації. Відповідно до цього принципу виділяють системи: з повною і з неповною початковою інформацією. Перші називають звичайними, вони мають початкову інформацію, достатню для розв'язання поставленого завдання на період всього часу роботи системи. З неповною початковою інформацією або кібернетичні є системами, які для розв'язання поставлених завдань повинні в процесі роботи діставати додаткову інформацію, аналіз якої дає змогу сформувати потрібні команди керування. Системи водопостачання та водовідведення як об'єкти автоматизації відносять до звичайних систем з повною початковою інформацією. Їх можна розділити на дві характерні групи, що відрізняються як принципом керування, так і особливостями функціонування. Перша — це замкнуті автоматичні систем керування відносно вихідної (керованої) величини, що діють на основі принципу керування за відхиленням керованої величини, їх ще називають системами із зворотним зв'язком. Друга — розімкнуті автоматичні систем керування відносно тієї ж величини, що базуються на принципі керування за збуренням.

### Замкнуті
Замкнуті, в свою чергу, бувають трьох видів: стабілізації, програмні й слідкуючі.
Системи стабілізації повинні забезпечувати стале значення керованої величини {\displaystyle (Y)} об'єкта керування: {\displaystyle Y=const}. Прикладом таких систем можуть бути: автоматичні системи керування температурою повітря в житловому приміщенні, автоматичні системи керування тиском в нагнітальному патрубку насоса тощо.
Програмні автоматичні системи керування повинні забезпечувати зміну керованої величини за деякою заздалегідь відомою програмою: Y = var.
Слідкуючі автоматичні системи керування також забезпечують {\displaystyle Y=var}, але принципова їх відмінність від програмних систем полягає в тому, що потрібний для виконання закон зміни керованої величини заздалегідь невідомий, а формується в ході роботи системи.

### Розімкнуті
Розімкнуті бувають двох видів: компенсаційні й програмного керування.
Компенсаційні забезпечують формування таких сигналів керування на вході об'єкта, які компенсують дію на нього відповідного збурення.
Системи програмного керування, на відміну від програмних автоматичних систем керування, крім того, що мають розімкнуту схему, повинні згідно із заданою заздалегідь програмою ще й забезпечувати відповідну зміну режиму роботи об'єкта. Прикладом цих систем можуть бути ліфтові підйомні установки, де кінцеві вимикачі забезпечують необхідні зміни режиму роботи електропривода залежно від положення кабіни ліфта.

### Статичні й астатичні автоматичні системи керування.
Основною з ознак цих систем є вигляд керувальної характеристики, що показує залежність керованої величини {\displaystyle (Y)} в статичному положенні від витрат робочого середовища.
Статичною називають систему, в якій керована величина {\displaystyle (Y)} при зміні зовнішніх збурень на об'єкті, змінюючись в деяких допустимих межах, після закінчення перехідного процесу залежно від зовнішнього збурення має різні значення. Керувальна характеристика в загальному випадку має вигляд {\displaystyle Y=} Ȳ {\displaystyle +} Δ {\displaystyle (Y)}
де Ȳ — середнє значення керованої величини {\displaystyle Y}; — функція збурення, що визначає відхилення керованої величини від її середнього значення залежно від величини збурення в межах зони керування. Величину статизму визначають відношенням відхилення керованої величини в межах {\displaystyle (Ymax-Ymin)} до її середнього значення у відсотках:
{\displaystyle \delta \ ={\frac {Ymax-Ymin}{{\overline {Y}}\ }}*100\%}
Астатичною називають систему, в якій керована величина {\displaystyle Y} при зміні зовнішніх збурень після завершення перехідного процесу набуває строго сталого значення при різних величинах зовнішніх збурень. Керувальна характеристика астатичної системи є горизонтальною прямою.

### Неперервної і перервної дії
Неперервною є система, в якій структура всіх зв'язків у процесі роботи не змінюється і величина на виході кожного елемента є неперервною функцією збурення (вхідної величини) і часу.
В перервних системах при роботі системи можливі зміни структури зв'язків, через що сигнали на виході елементів або системи є перервною функцією часу або вхідної величини. Існують два види перервних систем — релейні й імпульсні. Релейною (імпульсною) називають систему, в складі якої є хоча б одна релейна (імпульсна) ланка (елемент), що має релейну (імпульсну) характеристику. Такі системи використовують в насосних станціях водопідготовки тощо.

### Одно- та багатовимірні системи
Ця ознака передбачає виділення класів систем за кількістю вихідних змінних об'єкта керування. Тут виділяються ще два підкласи для багатовимірних систем :
• системи незв'язаного регулювання, коли є кілька регульованих координат х і відповідних автоматичних регуляторів, які не зв'язані між собою і утворюють сепаратні контури. В той же час регульовані координати можуть бути зв'язаними через об'єкт;
• системи зв'язаного регулювання, коли автоматичні регулятори для різних х зв'язані додатковими зв'язками, за рахунок чого досягається автономність регулювання окремих Х.

### Лінійні та нелінійні системи
У реальних системах є завжди елементи з нелінійними характеристиками. З математичної точки зору наявність нелінійних залежностей не дозволяє отримати загальні розв'язки задач аналізу та синтезу, значно ускладнює дослідження систем. В теорії автоматичного керування найбільш повно розроблені методи дослідження лінійних систем, хоча це є певною ідеалізацією. Системи називають :
• лінійними, якщо вони описуються лінійними залежностями. Для таких систем виконується принцип суперпозиції (накладання): реакція системи на будь-яку комбінацію зовнішніх діянь дорівнює сумі реакцій на кожне з них, прикладених окремо. Це відповідає адитивній функції, наприклад: x(U, Z) = x(U) + x(Z), (1-2)
• нелінійними, якщо в їх складі є хоча б один елемент з нелінійними характеристиками.
Для спрощення задач аналізу і синтезу виконують лінеаризацію нелінійних характеристик, що дає можливість замінити реальну нелінійну систему еквівалентною лінійною (лінеаризованою).

### Стаціонарні і нестаціонарні системи
В процесі функціонування системи відбуваються змінювання характеристик не лише зовнішнього середовища, а й окремих їх частин, тому виділяють :
• стаціонарні системи, параметри та характеристики яких не змінюються з часом. Динаміка таких систем описується диференціальними рівняннями з постійними коефіцієнтами;
• нестаціонарні системи, в яких змінюються характеристики та параметри з часом, а поведінка цих систем в динаміці описується диференціальними рівняннями із змінними коефіцієнтами, значення яких залежить від часу. При дослідженні цих систем необхідно враховувати не лише величину збурення, а й момент його прикладання.

### Системи неперервної та дискретної дії
За характером зміни сигналів системи діляться на :
• неперервної дії (неперервні, аналогові), всі сигнали в яких є неперервними функціями часу;
• дискретної дії (дискретні), в яких є елементи, що перетворюють неперервні сигнали в стрибкоподібні або послідовність імпульсів (релейні, імпульсні, цифрові).

### Екстремальні, адаптивні та оптимальні системи
В системах керування функціонують об'єкти, статичні характеристики яких можуть мати точку екстремуму, в якій досягаються найвищі техніко-економічні показники роботи. За допомогою спеціальних керуючих дій система підтримує режим роботи об'єкта в околі екстремальної точки, яка змінює своє положення з часом. Такі системи називають екстремальними. Адаптивні системи мають властивість пристосовування до змінюваних характеристик зовнішнього середовища та параметрів об'єкта. Це відбувається за рахунок змінювання структури системи та (чи) параметрів окремих її частин. Оптимальні системи призначені для досягнення найкращих результатів роботи протягом певного часу у відповідності з критерієм оптимальності (керування) в конкретних умовах з урахуванням існуючих ресурсів та обмежень. Це найбільш складні системи, в яких використовуються спеціальні математичні методи, а для їх реалізації потрібні ЕОМ з відповідним програмним забезпеченням.
 

## Загальні характеристики ланок автоматичних систем контролю
Властивості автоматичних систем контролю багато в чому залежать від особливостей ланок, з яких складається відповідна система. Загальним призначенням ланок є якісне і кількісне перетворення сигналів, що надходять від попередньої ланки системи, і передача їх до наступної ланки. За допомогою відповідних ланок виконуються вимірні, керуючі, виконавчі та інші функції в систем. За характером цих функцій ланки поділяються на: вимірювальні (чутливі), підсилювачі, стабілізатори, реле, електричні двигуни, логічні ланки. Вимірювальні (чутливі) ланки перетворюють неелектричні величини (температуру, тиск, витрати, рівень тощо) в параметри електричних сигналів. Підсилювачі мають ту особливість, що їх вхідна і вихідна величини є величинами одного і того самого типу, а зростання вихідної величини ланки здійснюється за рахунок потужності зовнішнього джерела електричної мережі. Стабілізатори підтримують вихідну величину на сталому рівні при зміні вхідної величини. Електричний двигун — ланка, яку використовують в автоматичних системах контролю як силовий привод об'єкта керування (насоса, компресора, вентилятора тощо) або допоміжний двигун (сервопривод), що приводить у дію виконавчі механізми системи.

## Характеристики ланок автоматичних систем контролю
Передаточний коефіцієнт визначається із загальної статичної характеристики залежності вихідної величини {\displaystyle (Y)} ланки від вхідної {\displaystyle (X)} : {\displaystyle Y=f(X)}. При цьому відношення {\displaystyle {\frac {Y}{X}}=K_{c}} називають передаточним статичним коефіцієнтом, якщо {\displaystyle X} і {\displaystyle Y} є усталені значення величин. Динамічним передаточним коефіцієнтом {\displaystyle K_{d}} є похідна {\displaystyle K_{d}={\frac {dY}{dX}}}
Для ланок з лінійними характеристиками {\displaystyle K_{c}=K_{d}}. Для вимірювальних ланок цей коефіцієнт називають коефіцієнтом чутливості, а для підсилювачів — коефіцієнтом підсилення.
Часова характеристика визначається залежністю {\displaystyle Y=f(f)} при надходженні на вхід ланки постійного сигналу. Вона характеризує динамічні властивості ланки. Багато ланок мають часові характеристики у вигляді експоненти.
Перехідний процес у таких ланках визначається неоднорідним диференціальним рівнянням першого порядку, розв'язок якого має вигляд {\displaystyle Y=Y_{0}*(1-e^{\frac {-t}{T}})} 

де {\displaystyle T} — стала часу ланки. Її знаходять при умові {\displaystyle t=T}, тоді
{\displaystyle Y=Y_{0}*(1-e^{-1})=Y_{0}*(1-0.37)=0.63Y_{0}}

Особливості ланок визначаються також запізненням, інерційністю та зонами нечутливості.